# Eileen O'Shaughnessy
Eileen Maud Blair (née O'Shaughnessy, 25 septembre 1905 - 29 mars 1945) est une écrivaine poétesse, et psychologue britannique, engagée dans la guerre d'Espagne. Elle est la première épouse de George Orwell (Eric Arthur Blair) qu'elle a aidé dans l'écriture de plusieurs de ses livres, ce qui a longtemps été passé sous silence. Pendant la Seconde Guerre mondiale, elle travaille pour le département de censure du ministère de l'Information à Londres et pour le ministère de l'Alimentation.
Elle décède à l'âge de 39 ans lors d'une opération d'hystérectomie.

## Éducation et petite enfance

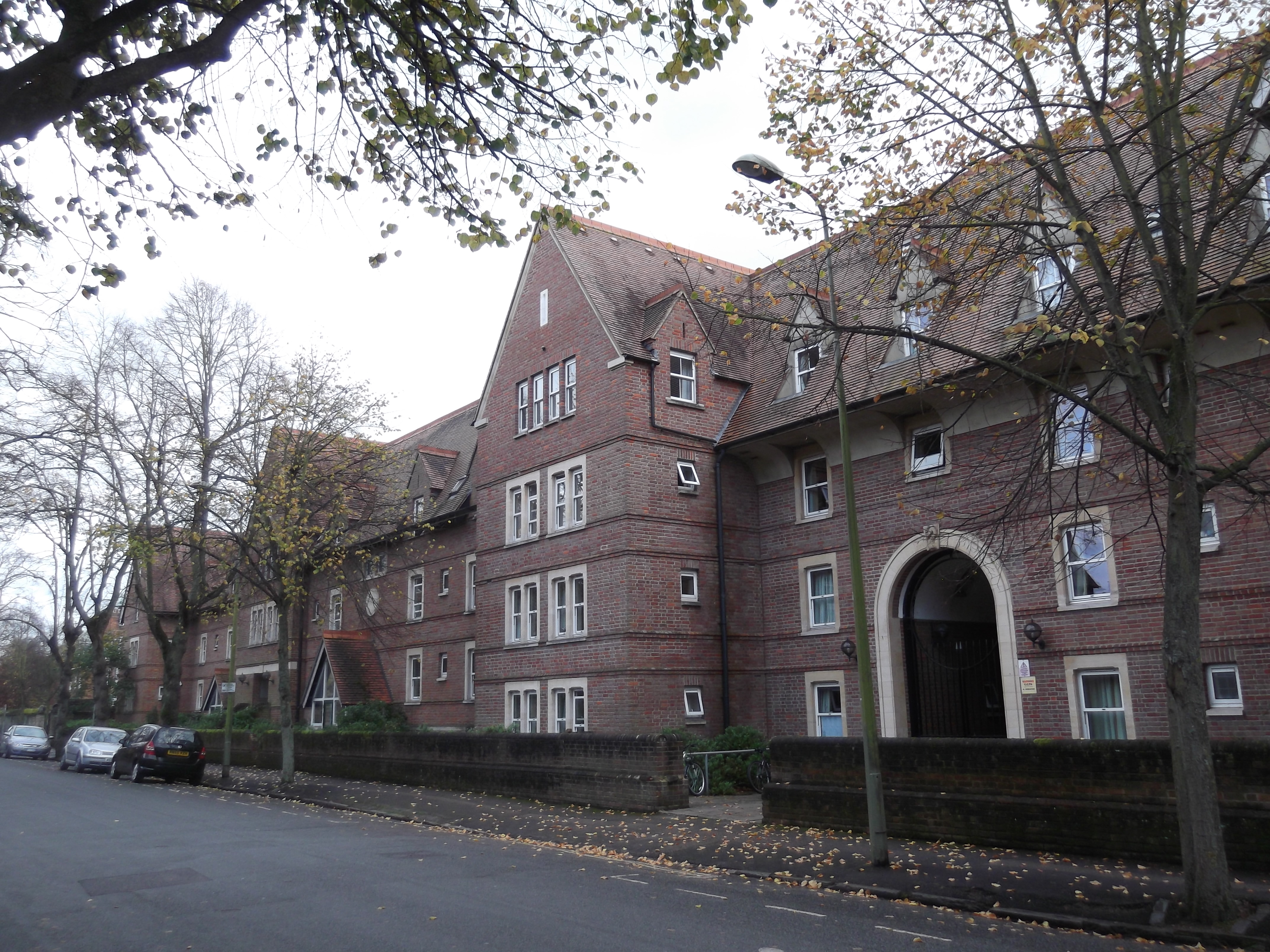
St Hugh's College, Oxford.

Eileen Maud Blair naît Eileen O'Shaughnessy le 25 septembre 1905,, à South Shields, dans le nord-est de l'Angleterre. Sa mère est Marie O'Shaughnessy et son père Lawrence O'Shaughnessy, un receveur des douanes. Eileen fréquente d'abord le lycée Sunderland Church puis, à l'automne 1924, elle entre au St Hugh's College d'Oxford où elle étudie l'anglais. En 1927, elle obtient un diplôme supérieur de deuxième classe. Elle enchaîne ensuite par choix une succession d'emplois « sans conséquence particulière et sans lien entre eux », qu'elle occupe brièvement : d'abord un emploi de maîtresse adjointe à Silchester House, un internat pour filles à Taplow dans la vallée de la Tamise, où elle effectue notamment des tâches de secrétaire ; elle est ensuite lectrice pour Elizabeth Cadbury ; dactylographe et secrétaire dans un bureau à Victoria Street (en), à Londres. Puis elle se lance dans le journalisme indépendant, vendant occasionnellement un article de fond au Evening News. Elle aide également son frère, Laurence, chirurgien thoracique, en dactylographiant, relisant et éditant ses articles et livres scientifiques,.

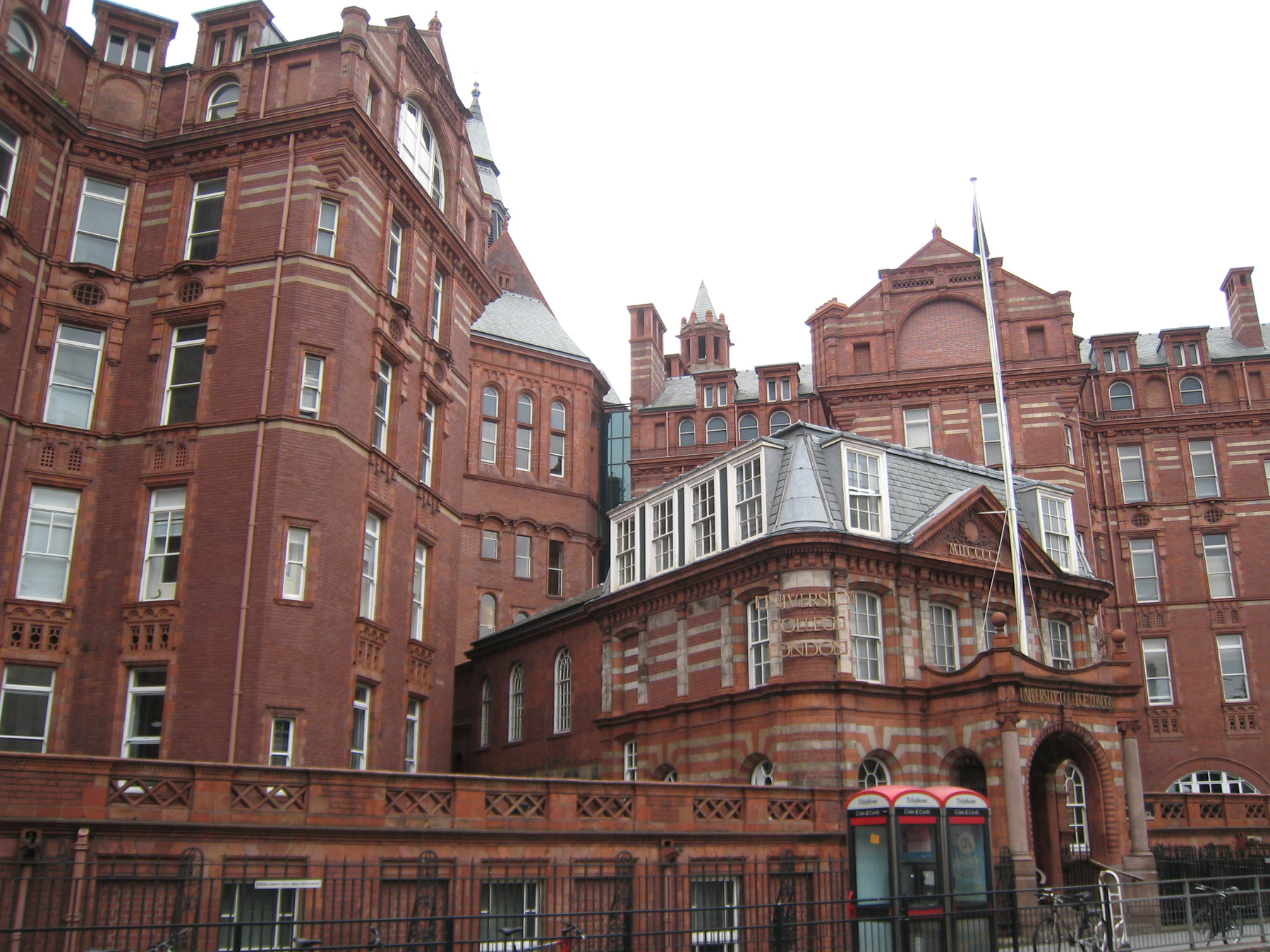
University College de Londres.

À l'automne 1934, O'Shaughnessy s'inscrit à l'University College de Londres pour suivre un cours d'études supérieures de deux ans en psychologie pédagogique, menant à une maîtrise ès arts. Elle s'intéresse particulièrement aux tests d'intelligence chez les enfants et décide rapidement d'en constituer le sujet de sa thèse. Elizaveta Fen (nom de plume de Lydia Jackson Jiburtovich), une camarade de classe devenue l'une des amies les plus proches d'O'Shaughnessy la rencontre alors pour la première fois à l'University College : « Elle avait vingt-huit ans et en paraissait plusieurs de moins. Elle était grande et mince, avec des épaules plutôt larges et hautes. Elle avait les yeux bleus et des cheveux brun foncé, naturellement ondulés. George a dit un jour qu'elle avait 'un visage de chat' - et on pouvait voir que c'était vrai dans le sens le plus séduisant du terme… »
Elle est très proche de son frère aîné Laurence O'Shaughnessy, un chirurgien thoracique, mais, dans une lettre, elle décrit son frère comme « l'un des fascistes de la nature ».

## Mariage

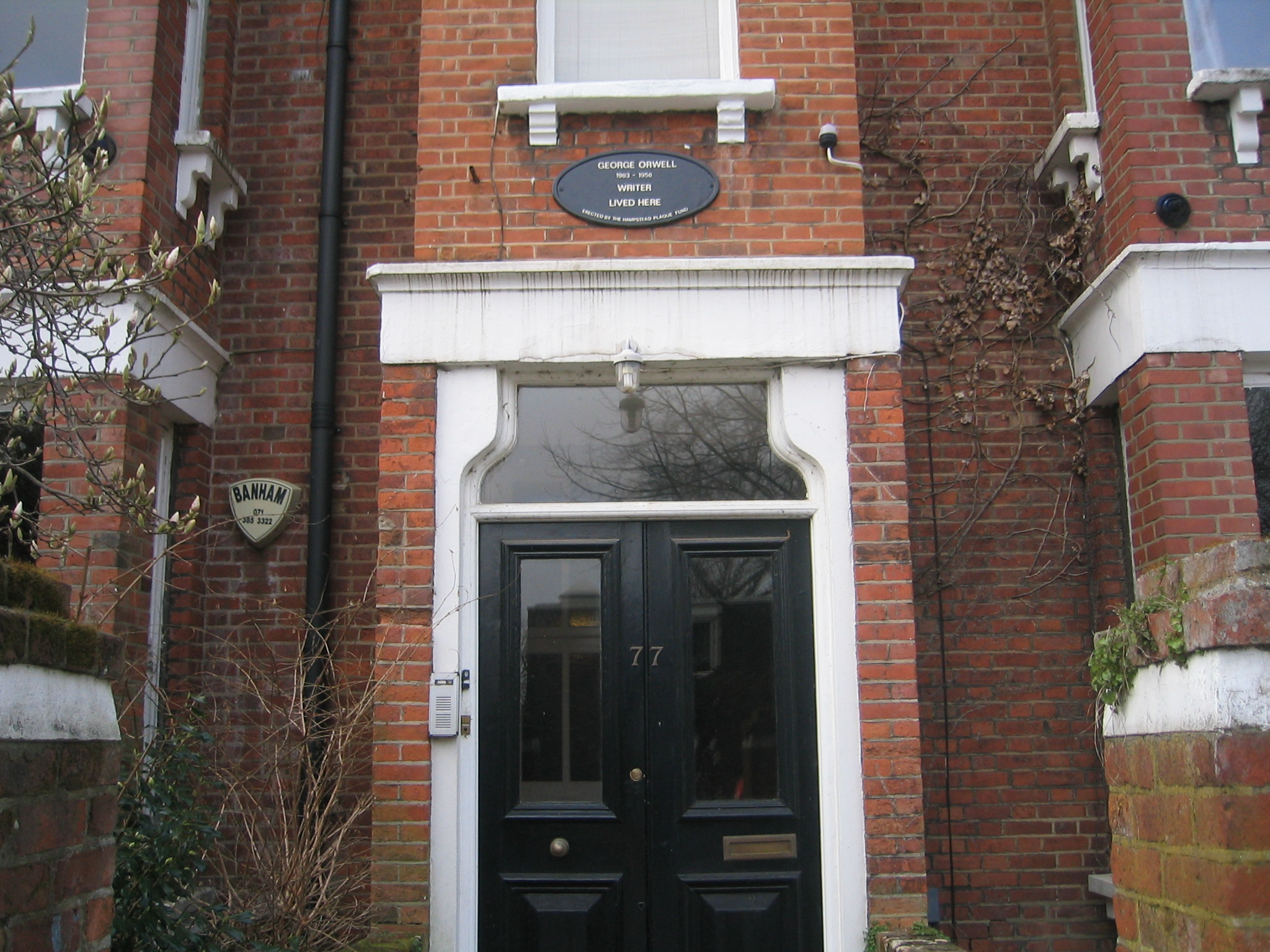
La maison de Hampstead a une plaque bleue.

Eileen rencontre Eric Blair au printemps 1935,. À l'époque, Blair vit 77, Parliament Hill à Hampstead et occupe une chambre dans l'appartement du premier étage de Rosalind Henschel Obermeyer, la nièce du chef d'orchestre et compositeur Sir George Henschel et une amie de Mabel Fierz.
Rosalind Obermeyer suit un cours avancé de psychologie à l'University College de Londres ; un soir, elle invite certains de ses amis et connaissances à une fête. L'une d'entre elles « était une jolie jeune femme que Rosalind ne connaissait pas particulièrement bien, même si elles s'asseyaient souvent l'une à côté de l'autre lors des cours : elle s'appelait Eileen O'Shaughnessy ». Elizaveta Fen se souvient, dans ses mémoires, d'Orwell et son ami et mentor Richard Rees, « drapés » devant la cheminée, comme « mangés par les mites et vieillis prématurément ».
Blair et O'Shaughnessy se marient l'année suivante, le 9 juin 1936, à l'église St Mary, Wallington, Hertfordshire[réf. nécessaire].
Blair, bien que membre non pratiquant de l'Église d'Angleterre, « était suffisamment traditionaliste pour souhaiter s'y marier ». Ils essaient en vain d'avoir des enfants ; Orwell était en fait stérile, il le confie à Rayner Heppenstall (en) et O'Shaughnessy à Elizaveta Fen.

## Guerre civile espagnole

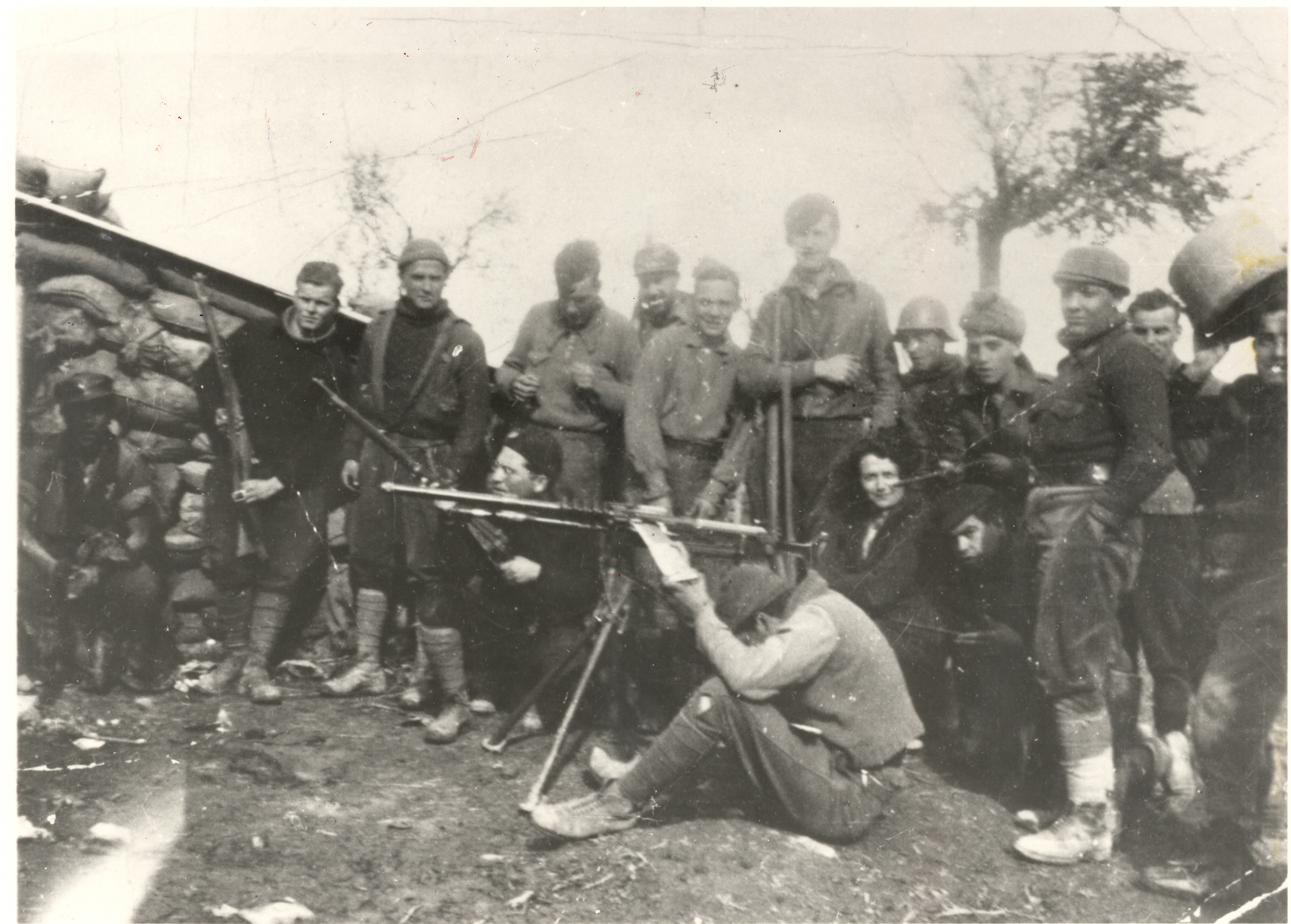
George Orwell et Eileen O'Shaughnessy avec des membres de l'unité de l'ILP sur le front d'Aragon, à l'extérieur de Huesca, le 13 mars 1937.

O'Shaughnessy rejoint Orwell en Espagne pendant la guerre civile espagnole. Elle se porte volontaire pour un poste dans le bureau de John McNair (en), le chef du Parti travailliste indépendant (PTI, en anglais ILP Independent Labour Party) qui coordonne l'arrivée des volontaires britanniques. Avec l'aide de Georges Kopp, elle rend visite à son mari, lui apportant du thé anglais, du chocolat et des cigares.
Son travail est décrit comme « sténodactylographe français-anglais » pour le PTI, mais elle organise en fait toute la logistique pour les hommes du PTI au front et dirige, comme le note Anna Funder, « l'approvisionnement, les communications et les opérations bancaires pour l'ensemble du contingent ». Elle travaille également pour le département de propagande, produisant le journal et l'émission de radio du PTI avec Charles Orr.

En juin 1937, la situation politique se détériore ; Orwell et O'Shaughnessy sont menacés par des agents staliniens. Anna Funder estime que l'expérience espagnole est particulièrement révélatrice de la tentative d'Orwell d'effacer ou de minimiser l'importance d'O'Shaughnessy dans sa vie et son œuvre :
Eileen les a fait sortir tous les deux d'Espagne en se présentant à la même préfecture de police d'où ces hommes avaient probablement été envoyés, pour obtenir les visas dont ils avaient besoin pour partir. Un biographe l'élimine par l'emploi de la forme passive en écrivant : « Désormais, grâce au consulat britannique, leurs passeports étaient en règle ». Dans Hommage à la Catalogne, Orwell mentionne « ma femme » 37 fois mais ne la nomme jamais. Aucun personnage ne peut prendre vie sans nom. Mais à une femme, ce qui est une description de poste, tout peut être volé. Je me demandais ce qu'elle ressentait en tapant ces pages.
Après avoir obtenu des passeports en règle, elle et Orwell s'échappent d'Espagne en train via Perpignan et s'arrêtent à Banyuls-sur-Mer pour un court séjour avant de retourner en Angleterre.

### Le rôle d'Eileen O'Shaughnessy en Espagne et le récit d'Orwell
Il y a un débat autour du récit quelque peu cryptique d'Orwell sur le séjour d'Eileen à Barcelone. Anna Funder estime qu'il s'agit d'un exemple particulièrement révélateur d'une tentative, à la fois de la part d'Orwell et de ses biographes, d'effacer ou de minimiser l'importance d'Eileen dans sa vie et son œuvre : 

Couverture dHommage à la Catalogne, édition espagnole.

Cependant, la féministe américaine Rebecca Solnit (auteur de Orwell's Roses 2021), critique cette affirmation comme faisant partie d'un modèle d'affirmations opiniâtres de Funder, tendant à diminuer Orwell et à « faire de lui une mauvaise personne, et de sa femme une personne triste ». Elle voit plutôt Eileen comme « une figure joyeusement spirituelle et vaillante ».
Le biographe Jeffrey Meyers et le chercheur sur Orwell Martin Tyrrell rejettent également la plupart des affirmations de Funder. Ils soutiennent que ce n'est pas Eileen mais le consulat britannique, en utilisant l'immunité diplomatique, qui a obtenu du dangereux département de police les visas-signatures nécessaires qui ont permis au groupe de quitter l'Espagne : « La raison pour laquelle aucun d'entre eux ne commente la visite d'Eileen au chef de la police est qu'Eileen n'avait pas rendu visite au chef de la police ».

Myers et Tyrell reconnaissent que dans Hommage à la Catalogne, Orwell a déguisé le rôle d'Eileen au sein de l'ILP et a supprimé son nom, laissant entendre qu'elle était là simplement en tant qu'épouse de soutien. Mais ils suggèrent que son motif était de la protéger des représailles, notamment après la publication de son livre antistalinien. De même, Quentin Kropp, de l’Orwell Society, soutient qu’Orwell n’a pas mentionné le nom d’Eileen « en partie pour la protéger dans une situation dangereuse ». Myers écrit :
« après avoir été reconnu coupable de trahison et condamné à mort, il craignait d'être assassiné par des agents soviétiques dont il savait qu'ils opéraient en Angleterre, et voulait protéger Eileen de dangereuses représailles en cachant ses liens avec le POUM. Funder qualifie à plusieurs reprises sa peur bien réelle de « paranoïa ».

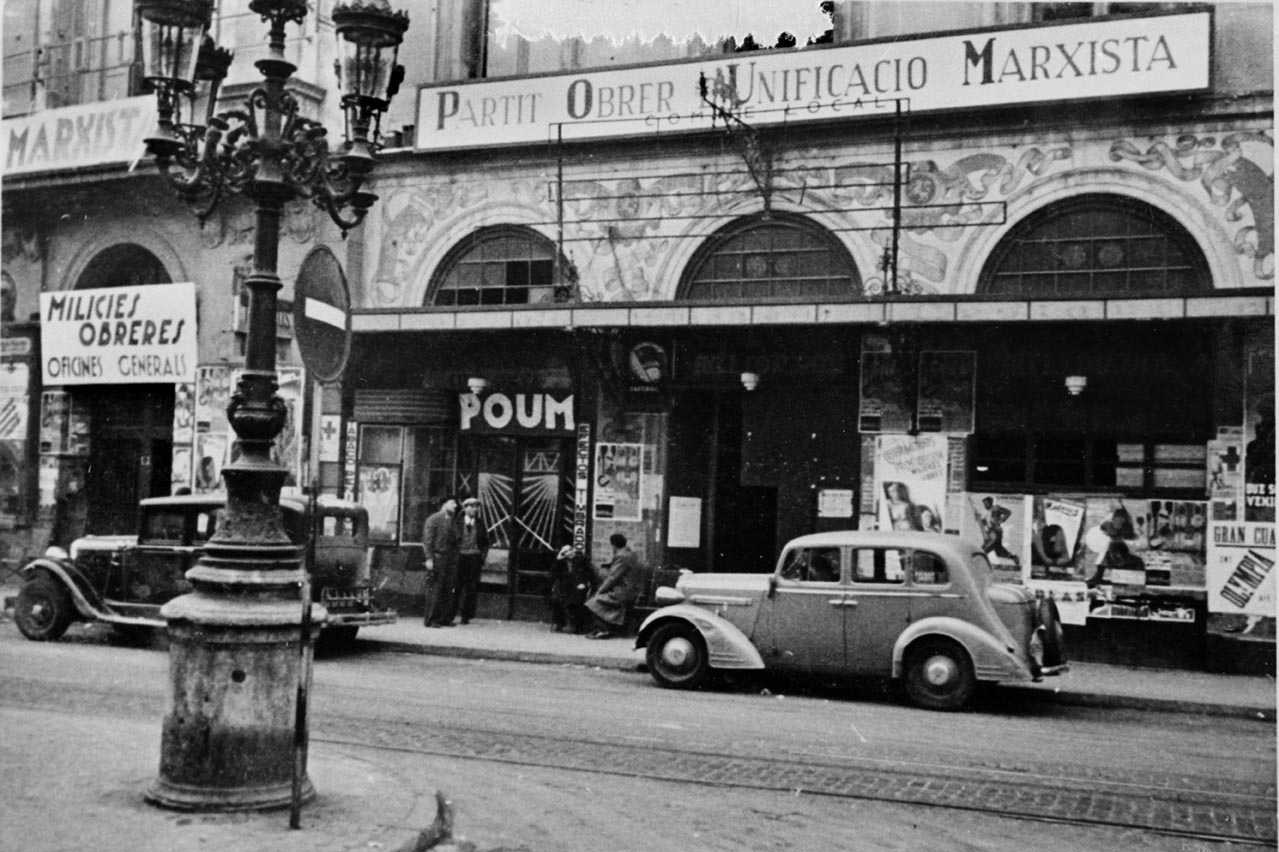
Bureau du POUM, Barcelone.

Funder reconnaît qu'Eileen a retapé des brouillons du livre d'Orwell, et savait comment elle y était décrite ; mais suggère qu'elle était impuissante à s'opposer à sa réticence « patriarcale » à enregistrer ses réalisations. Funder concède que George et Eileen ont été cités en 1937 dans un verdict stalinien, qui affirmait qu’ils étaient tous deux des « agents de liaison de l’ILP du POUM » ; qu’ils croyaient en 1940 qu’il existait également une liste d’arrestation nazie d’intellectuels britanniques de gauche dans le cas où un gouvernement nazi ou fasciste serait installé en Grande-Bretagne ; et qu’Orwell restait très nerveux face aux tentatives d’assassinat staliniennes même après son arrivée en Grande-Bretagne. Elle cite cependant l'autre biographe d'Eileen, Sylvia Topp, dans son livre de 2020 Eileen: The Making of George Orwell,, qui soutient son propre point de vue selon lequel Eileen a courageusement obtenu les visas du groupe, et qui remarque : « Il ne fait aucun doute qu'Eileen a sauvé toutes leurs vies. » Cependant, Tyrell, dans une critique de Wifedom de Funder dans la Dublin Review of Books, affirme que Funder a mal mémorisé le contexte de cette citation. Topp parlait du courage d'Eileen qui a aidé Orwell et ses camarades à éviter une probable arrestation dans le train en provenance de Barcelone. Elle y est parvenue en voyageant avec eux et en les aidant à apparaître non pas comme un groupe de soldats fuyant la guerre, mais comme un groupe hétéroclite de riches touristes britanniques. Topp dit
« Le fait qu'ils aient une femme britannique à bord du train a accru leurs chances d'échapper aux soupçons. Comme ils ont réussi à s'échapper sains et saufs de Catalogne ce jour-là, il ne fait aucun doute qu'Eileen a sauvé leur vie à tous. »
Orwell, publiant si peu de temps après l'événement, était probablement limité dans ce qu'il pouvait dire en toute sécurité sur ceux qui avaient aidé le parti à s'échapper d'Espagne. Il est possible, mais non prouvé, qu’Eileen (entre autres) ait joué un rôle plus héroïque que celui décrit par Orwell. L'absence de crédit était à l'époque de moindre importance, dans la mesure où Hommage à la Catalogne a reçu peu d'attention de son vivant. Cependant, après le succès de son livre Nineteen Eighty-Four de 1949, il a été redécouvert, loué et largement lu.

## Retour en Angleterre et Seconde Guerre mondiale

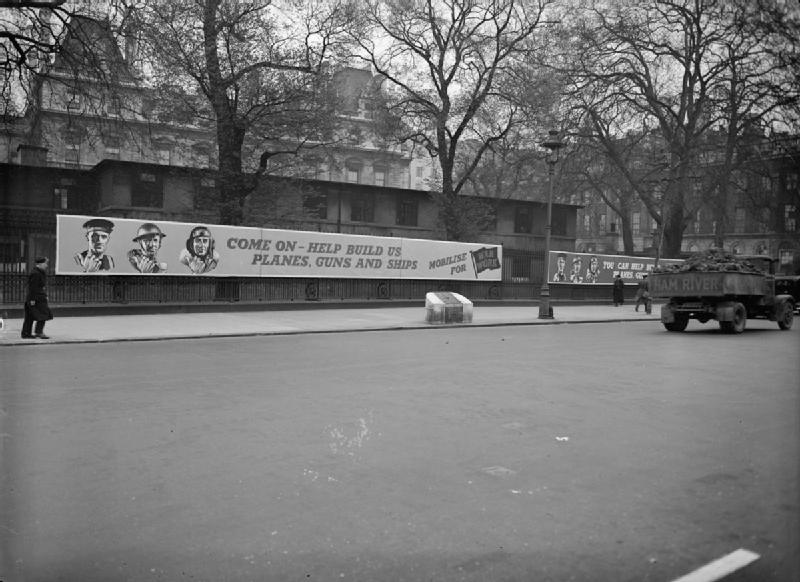
Affiches de campagne du ministère de l'Information, Londres, Royaume-Uni, 1941.

Au début de la Seconde Guerre mondiale, O'Shaughnessy commence à travailler au département de censure du ministère de l'Information à Londres, séjournant pendant la semaine chez sa famille à Greenwich. Elle est le principal soutien financier de son couple à cette époque.
Son frère, Laurence, est tué par une bombe lors de l'évacuation de Dunkerque. Elizaveta Fen indique qu'à la suite de ce drame, « l'emprise [d'O'Shaughnessy] sur la vie, qui n'avait jamais été très ferme, s'est considérablement relâchée ». Elle souffre également de plus en plus de saignements utérins et quitte son emploi au ministère de l'Information en 1941. En décembre 1941, les femmes sont enrôlées pour travailler et elle commence à travailler au ministère de l'Alimentation.
En juin 1944, elle et Eric adoptent un garçon de trois semaines qu'ils nomment Richard Horatio. Dans l'une de ses dernières lettres à Blair, O'Shaughnessy parle des dispositions prises pour louer et décorer Barnhill sur l'île de Jura, la maison où Orwell écrira la majeure partie de 1984, mais elle décède avant d'avoir vu Barnhill.

## Mort
Gwen Hunton, la femme de Laurence O'Shaughnessy, possédait une propriété appelée « Greystone » près de Carlton, dans le comté de Durham, restée vide à la mort de sa jeune tante. Les Blair y séjournent à plusieurs reprises en 1944 et 1945. Gwen s'est réfugiée là-bas avec ses enfants lorsque les raids de « bombes volantes » ont commencé, et Richard y a été envoyé lorsque les Blair ont vu leur appartement de Maida Vale bombardé en juin 1944.
Début 1945, O'Shaughnessy est déjà en très mauvaise santé et part y séjourner.
Elle subit alors des saignements utérins depuis de nombreuses années. En 1945, elle choisit de se faire opérer pour une hystérectomie par le médecin Harvey Evers, contre l'avis des médecins de Londres qui n'acceptent pas de l'opérer avant qu'elle ne reçoive de transfusions sanguines pendant un mois - O'Shaughnessy étant anémique. Mais elle ne voulait pas dépenser trop d'argent, et souhaite donc éviter une trop longue hospitalisation.
Elle décède sous anesthésie le 29 mars 1945 à Newcastle upon Tyne, à 39 ans, d'une « insuffisance cardiaque sous anesthésie à base d'éther et de chloroforme administrée habilement et correctement pour une opération d'ablation de l'utérus » selon les termes de l'enquête. Au bas du rapport se trouve la note manuscrite : « La défunte était dans un état d'anémie avancée. » Harvey Evers n'assiste pas à l'enquête, et personne n’est inculpé.
Orwell se trouve à Paris lorsque son épouse décède, travaillant alors comme correspondant de guerre pour The Observer . Il n'arrive à Greystone que le samedi 31 mars[réf. nécessaire].
O'Shaughnessy est enterrée au cimetière Saint Andrew et Jesmond, West Jesmond, Newcastle upon Tyne.

## Influence sur l'écriture d'Orwell

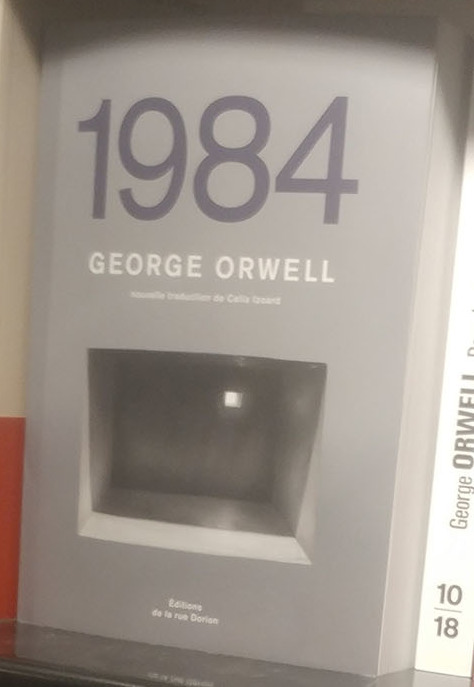
1984 de George Orwell en librairie.

Certains chercheurs estiment qu'O'Shaughnessy a eu une influence importante sur les écrits d'Orwell. Le roman 1984 pourrait avoir été influencé par l'un de ses poèmes, « End of the Century, 1984 »,,. Ce poème est écrit en 1934 pour célébrer le cinquantième anniversaire de la Sunderland Church High School et se projeter 50 ans plus tard, au centenaire de l'école, en 1984.
Ce poème est écrit un an avant sa rencontre avec Blair. Il existe des similitudes entre la vision futuriste du poème d'O'Shaughnessy et celle de 1984, notamment le recours au contrôle mental et l'éradication des libertés individuelles par un État policier.
Anna Funder affirme d'autre part qu'O'Shaughnessy a collaboré avec Orwell « de manière subtile et indirecte » sur Animal Farm . Orwell avait initialement prévu d'écrire un essai et elle a suggéré que ce soit une fable. Ils y ont travaillé ensemble le soir, et les amis des Orwell ont pu reconnaître le style et l'humour d'O'Shaughnessy dans l'ouvrage une fois publié.
Plus globalement, Orwell semble avoir bénéficié d'une stimulation intellectuelle en lien avec la créativité littéraire d'O'Shaughnessy. Un processus d'invibilisation semble s'être progressivement mis en œuvre. Seul le travail de Anna Funder a réussi à rendre hommage à sa contribution au travail d'Orwell,,,.